# Карымское (посёлок городского типа)
Кары́мское — посёлок городского типа, административный центр Карымского района Забайкальского края России, железнодорожная станция.
Население — 12 124 жителей (2021).

## Этимология
Буряты называли карымами крещёных бурят, что в переводе от монг. хари, харим, харым означало «чужой, чуждый». А поселения, где жили карымы, называли соответственно „карымские“.
Краевед Николай Тяжёлов писал, что земли в районе посёлка в своё время принадлежали Кабинету, и селиться на таких землях разрешалось только православным. Буряты, которые решили поселиться здесь, приняли православие. С термином «карым» связано также название села Карымка в Улётовском районе.

## История
Основан в 1761 году крещёными тунгусами («карымами») князей Гантимуровых Нерчинской воеводческой канцелярии. С 1822 года поселение находилось в подчинении Урульгинской инородческой управы. По другим данным основан в 1878 году. Первоначально деревня Карымская находилась на правом берегу реки Ингода. После наводнения 1897 года жители переселились к железнодорожной станции, построенной в 1897 году на возвышенном месте. Деревня состояла из четырёх коротких улиц с 92 разного рода постройками, в том числе начальной школой, переселенческим пунктом, несколькими лавками и баней. Статус посёлка городского типа — с 1935 года.

## Население
| 1908    | 1959    | 1970    | 1979    | 1989    | 2002    | 2007    |
| ------- | ------- | ------- | ------- | ------- | ------- | ------- |
| 294     | ↗10 389 | ↗12 506 | ↗14 446 | ↗15 692 | ↘12 440 | ↘12 300 |
| 2009    | 2010    | 2011    | 2012    | 2013    | 2014    | 2015    |
| ↘12 209 | ↗13 037 | ↘13 028 | ↘12 968 | ↘12 938 | ↘12 858 | ↘12 811 |
| 2016    | 2017    | 2018    | 2019    | 2020    | 2021    |         |
| ↘12 808 | ↗12 861 | ↘12 844 | ↗12 845 | ↘12 797 | ↘12 124 |         |

## Экономика
При СССР это был сильно развивающийся посёлок с заводом железобетонных изделий, кирпичным заводом, маслозаводом, мелиоративными работами в совхозе, лесоперерабатывающим заводом. В начале 2000-х годов в посёлке действовали предприятия железнодорожного транспорта, строительная компания «Маяк», хлебозавод. В связи со строительством четырёх горных предприятий и железной дороги на юго-востоке Забайкалья возрастает роль станции Карымская как узловой на Забайкальской железной дороге.

## Образование и культура
Кроме общеобразовательных школ здесь работают школа-интернат, детские сады, ДЮСШ, Детская школа искусств, Детский дом, Дом культуры, библиотеки, краеведческий музей,также в 2024 г. был открыт СК "Мегаспорт".
Посёлок является родиной Героя Советского Союза Григория Асеева (здесь жили его родители). В честь него названа одна из улиц. Здесь жил легендарный разведчик Сергей Матыжонок.
В 1982 году открыт мемориал «Воинская слава» в честь воинов-земляков, погибших в годы Великой Отечественной войны.
В 2015 году открыт бюст Сергея Матыжонка.